# Memecylon calderense
Memecylon calderense är en tvåhjärtbladig växtart som beskrevs av Asa Gray. Memecylon calderense ingår i släktet Memecylon och familjen Melastomataceae. Inga underarter finns listade i Catalogue of Life.